# Phascolosorex dorsalis
Phascolosorex dorsalis là một loài động vật có vú trong họ Dasyuridae, bộ Dasyuromorphia. Loài này được Peters & Doria mô tả năm 1876.